# Noční autobusová doprava

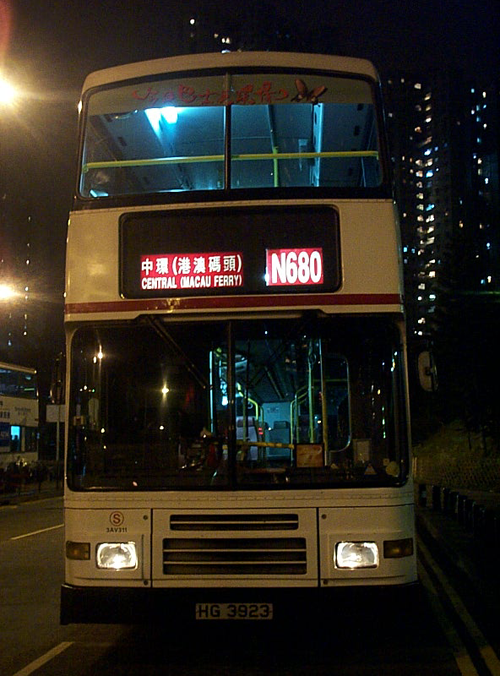
Noční autobus v Hongkongu

Noční autobusová doprava je služba veřejné autobusové dopravy, která je poskytována v nočních hodinách. Tuto službu poskytuje mnoho měst, ať už jako dodatečnou službu k běžným denním autobusům anebo jako jejich náhradu.
Noční autobusy jsou obvykle mnohem více limitované v tom, jak velké území mohou pokrýt než ty denní. Je zde obvykle méně linek a trasy nočních autobusů mohou vést úplně jinudy, než trasy denních. Noční autobusy zároveň jezdí méně často.
Čísla nočních linek mohou být označena písmenem N anebo mohou být jinak specifické, aby se od denních autobusů daly rozlišit.
Některá města aplikují na noční autobusy jiný tarif, než na denní. Některé služby nočních autobusů také mohou nabízet možnost vystoupení na požadovaném místě (na rozdíl od běžných autobusových zastávek), za účelem dosažení bezpečné přepravy cestujícího.